# Hamid Ismail
Hamid Ismail (en árabe: حامد إسماعيل‎; Doha, 12 de septiembre de 1987) es un futbolista catarí que juega en la demarcación de lateral derecho para el Al-Arabi SC de la Liga de fútbol de Catar.

## Selección nacional
Tras jugar con la selección de fútbol sub-23 de Catar, finalmente hizo su debut con la selección absoluta el 15 de octubre de 2008 en un encuentro amistoso contra Australia que finalizó con un resultado de 4-0 a favor del combinado australiano tras los goles de Tim Cahill, Joshua Kennedy y un doblete de Brett Emerton. Llegó a disputar la Copa de Naciones del Golfo de 2010, la Copa Asiática 2011 y la Copa Asiática 2019, entre varios partidos clasificatorios para el mundial de 2010, 2014 y 2018.

### Goles internacionales
| # | Fecha               | Estadio                                                      | Oponente               | Gol | Resultado | Competición        |
| - | ------------------- | ------------------------------------------------------------ | ---------------------- | --- | --------- | ------------------ |
| 1 | 29 de enero de 2019 | Estadio Mohammed bin Zayed, Abu Dabi, Emiratos Árabes Unidos | Emiratos Árabes Unidos | 0-4 | 0-4       | Copa Asiática 2019 |

## Clubes
| Club                | País  | Año           | Partidos | Goles |
| ------------------- | ----- | ------------- | -------- | ----- |
| Al-Arabi SC         | Catar | 2004 - 2009   | 95       | 0     |
| Al-Rayyan SC        | Catar | 2009 - 2014   | 97       | 14    |
| Al Sadd SC (cedido) | Catar | 2014 - 2015   | 11       | 0     |
| Al-Rayyan SC        | Catar | 2015 - 2016   | 19       | 0     |
| Al Sadd SC (cedido) | Catar | 2016 - 2017   | 24       | 0     |
| Al-Arabi SC         | Catar | 2017 - 2018   | 8        | 1     |
| Al Sadd SC          | Catar | 2018 - 2020   | 38       | 7     |
| Al-Rayyan SC        | Catar | 2020          | 5        | 0     |
| Qatar Sports Club   | Catar | 2020-2021     | 18       | 3     |
| Al-Arabi SC         | Catar | 2021-presente | 29       | 2     |

## Palmarés

### Campeonatos nacionales
| Título                              | Club         | País  | Año  |
| ----------------------------------- | ------------ | ----- | ---- |
| Copa del Jeque Jassem               | Al-Arabi SC  | Catar | 2008 |
| Copa del Emir de Catar              | Al-Rayyan SC | Catar | 2010 |
| Copa del Emir de Catar              | Al-Rayyan SC | Catar | 2011 |
| Copa del Emir de Catar              | Al Sadd SC   | Catar | 2014 |
| Copa del Emir de Catar              | Al Sadd SC   | Catar | 2017 |
| Copa del Jeque Jassem               | Al Sadd SC   | Catar | 2014 |
| Copa Príncipe de la Corona de Catar | Al Sadd SC   | Catar | 2017 |

### Campeonatos internacionales
| Título        | Club                         | País  | Año  |
| ------------- | ---------------------------- | ----- | ---- |
| Copa Asiática | Selección de fútbol de Catar | Catar | 2019 |